# Волости Латвии

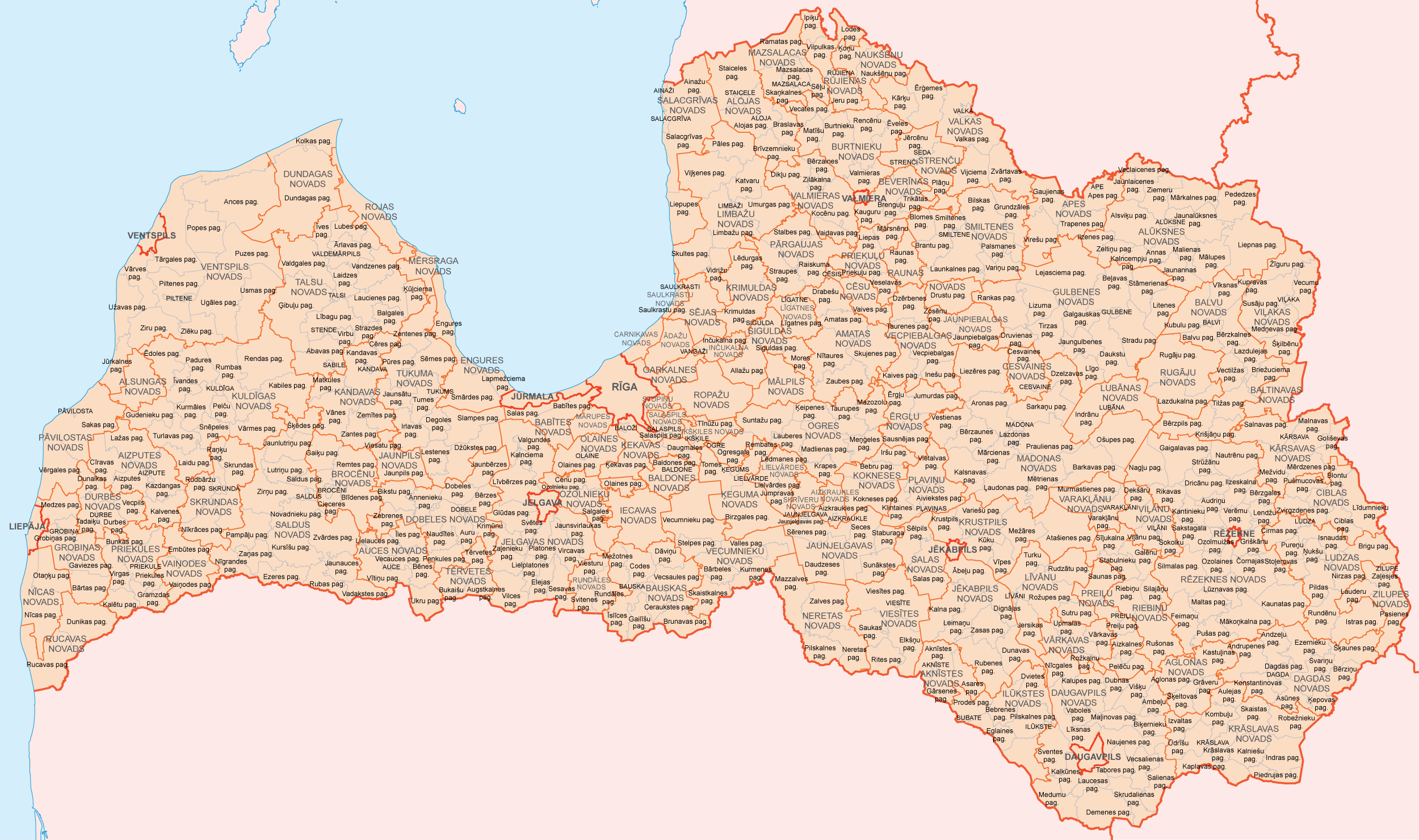
Карта краёв и волостей Латвии

Волости Латвии (латыш. Latvijas pagasti) — единицы административно-территориального деления в Латвии. В разных регионах России аналогами латвийских волостей являются: волость, сельсовет, сельское поселение, сельский округ и др.
После раскрепощения крестьян Остзейских губерний волости в качестве единицы крестьянского самоуправления были введены в Курляндской (1817) и Лифляндской (1819) губерниях. Первоначально волости были подчинены поместью (мызе) и только по закону от 19 февраля 1866 года обрели самостоятельность. В Латгалии (Витебская губерния) волости были созданы после отмены крепостного права (1861).
Волостное деление было сохранено после образования Латвийской Республики. В 1939 году насчитывалось 517 волостей.
31 декабря 1949 года Указом Президиума Верховного Совета Латвийской ССР волости были упразднены как промежуточное звено между районными исполнительными комитетами и сельсоветами.
В начале 1990-х годов волости были восстановлены. После административной реформы 2009 года 494 волости в качестве территориальных единиц составили 110 краёв и перестали быть низшей ступенью местного самоуправления. Самая крупная волость Латвии — Дундагская, а самая маленькая — Куправская.